# Александър Съботинов
Александър Съботинов е бивш изпълнителен Директор на Българската Агенция за приватизация.
Александър Съботинов е завършил Техническия Университет (електроника) и след-дипломна квалификация в Университета за Национално и Световно Стопанство (УНСС, финанси и приватизация), и двата в София. Той е лицензиран оценител на бизнес/предприятия/фирми, недвижима собственост и машини и съоръжения, и е член на много международни организации и общества, включително на MENSA International. Работил е в Агенцията за приватизация от октомври 1992 до май 1995 последователно като Експерт, началник Отдел и началник Управление. Той е избран и изпълнява длъжността Изпълнителен директор на Агенцията за приватизация през периода април 1997 – март 1998. През същото това време приватизационният поток и резултати се увеличават повече от три пъти, а много международни инвеститори участват успешно в приватизационния процес. Делът на чуждестранните инвеститори през този период се оценява като особено окуражителен, достигащ ниво от около 18% от всички сделки с такива инвеститори към края на 2005.
Александър Съботинов работи като Инвестиционен Мениджър на венчър капитал в EuroMerchant Balkan Fund, Global Finance, и като Инвестиционен Мениджър в Raiffeisen Investment Bulgaria EOOD, през периода 1995 – началото на 1997. През 1998 той се връща обратно в Raiffeisen и става Управител на дружеството. Съботинов взема участие като консултант и Старши Ръководител, ко-Директор за България и Тийм лидер в много Международни Проекти в България и Балканските страни, финансирани от Програма PHARE, EBRD и Световната Банка. Съботинов е приключил общо над 100 инвестиционни мандата за купуване/продажба в различни области и стопански сектори.
Александър Съботинов е автор на много статии и творби в областите приватизация, след-приватизационно преструктуриране и сделки, M&A и осигуряване на финансиране, разработване на бизнес план, оценяване и лизинг в приватизацията, публикувани в специализирани издания и курсове, дадени интервюта и мнения по тези проблеми, и е бил водещ редактор на рубриката за Инвестиции в дайджеста Приватизация и Право.